# Nyarlathotep

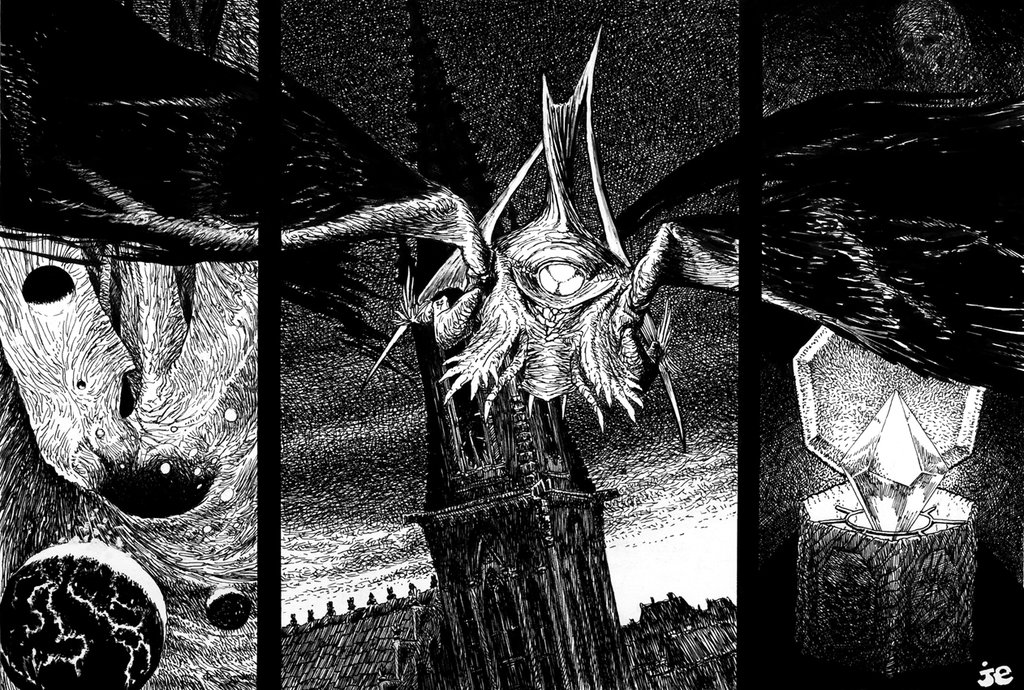
Nyarlathotep

Nyarlathotep – istota fikcyjna występująca w twórczości H.P. Lovecrafta, posłannik Bogów Zewnętrznych (m.in. Azathotha, Yog-Sothotha, Shub-Niggurath), określany także jako ich dusza; jedna z niewielu istot tego rodzaju interesująca się ludźmi. Zostało przepowiedziane, że Nyarlathotep nadejdzie i zgładzi ludzkość.
Nie ma stałego wyglądu, może przyjąć wiele postaci, nie ma własnej twarzy, posługuje się 999 maskami, przybiera także postać ludzką. Zabity w tej postaci rozrywa tymczasową powłokę, pojawiając się jako demon; w swojej straszliwej postaci wzlatuje w niebo nie zwracając uwagi na zabójcę. Spełnia każde życzenie swoich wielkich zwierzchników, do których mimo wszystko odnosi się zjadliwie i złośliwie. Tytułuje się go Pełzającym Chaosem, gdyż jego demoniczna postać często się zmienia, jednak zawsze pozostają mu dwie szponiaste łapy.